# 1. FC Kaiserslautern II
El 1. FC Kaiserslautern II  es un equipo de fútbol de Alemania que juega en la Oberliga Südwest, una de las ligas que conforman la quinta división de fútbol en el país.

## Historia
Fue fundado en el año 1957 en la ciudad de Kaiserslautern y es el equipo reserva del 1. FC Kaiserslautern, el cual milita en la 2. Bundesliga, por lo que no puede jugar en la Bundesliga, ya que su función es preparar jugadores principalmente menores de 23 años para que algún día formen parte del primer equipo.

## Palmarés
- Amateurliga Südwest (2): 1960, 1968
- Oberliga Südwest (3): 1995, 1997, 2001
- Verbandsliga Südwest (2): 1983, 1994
- South West Cup (3): 1979, 1997, 2008